# Partito per la Prosperità Democratica
Il Partito per la Prosperità Democratica (in macedone: Partija za Demokratski Prosperitet; Партија за демократски просперитет; in albanese: Partia e Prosperiteti Demokratike) è un partito politico fondato nella Repubblica di Macedonia nel 1990.
Il partito, il cui obiettivo è la tutela della minoranza albanese presente nel Paese, è guidato da Abdyladi Vejseli.